# Bertikow
Bertikow ist ein Ortsteil der Gemeinde Uckerfelde des Amtes Gramzow im Landkreis Uckermark in Brandenburg.

## Geographie
Der Ort liegt neun Kilometer südsüdöstlich von Prenzlau. Die Nachbarorte sind Bietikow im Norden, Weselitz im Nordosten, Hohengüstow im Südosten, Blankenburg im Süden, Brandmühle und Berghausen im Südwesten sowie Seelübbe im Nordwesten.

## Geschichte
Die erste schriftliche Erwähnung des Ortes stammt aus dem Jahr 1243. In einer entsprechenden Urkunde wurde ein Theodericus de Berticowa genannt.